# Chthonius vandeli
Chthonius vandeli är en spindeldjursart som beskrevs av Dumitresco och Traian Orghidan 1964. Chthonius vandeli ingår i släktet Chthonius och familjen käkklokrypare. Inga underarter finns listade i Catalogue of Life.